# Jan Garbarek
Vous lisez un « bon article » labellisé en 2010.
Jan Garbarek, né le 4 mars 1947 à Mysen (Norvège), est un saxophoniste norvégien de jazz et d'ethno-jazz.
Jan Garbarek a contribué à  l'histoire du jazz par la création d’une esthétique originale et très personnelle, privilégiant la mélodie et la sensibilité. Garbarek possède une identité musicale particulièrement reconnaissable, se démarquant nettement du jazz américain traditionnel. Son travail couvre un très large spectre musical, du free jazz de ses débuts, à ses échanges avec The Hilliard Ensemble. Jan Garbarek a su engager un dialogue fécond avec des musiciens issus d'horizons très divers, des plus lointains (L. Shankar, Trilok Gurtu, Anouar Brahem, etc.) aux plus proches de sa tradition musicale d'origine (Agnes Buen Garnås, Mari Boine, etc.) ; ce dialogue est reconnu comme une contribution majeure à la musique instrumentale de son époque.
Pilier du label ECM de Manfred Eicher, Garbarek est devenu de facto une figure d’un jazz « européen », styliste attentif au silence et à la lenteur. Bien que son style ou son parcours musical soient parfois critiqués, il bénéficie d'une popularité importante, auprès d'un large public qui dépasse amplement le milieu du jazz.

## Biographie
Jan Garbarek est né le 4 mars 1947 à Mysen, une petite ville à quelques kilomètres à l'est d'Oslo, en Norvège. Son père, Czesław Garbarek, est d'origine polonaise, et a été déporté en Norvège par les nazis pendant la Seconde Guerre mondiale. Sa mère, Kari Nordbø, est norvégienne, originaire de la région de Trøndelag. Les Garbarek vivent un temps à Mysen, dans un camp de réfugiés de guerre, avant de déménager à Oslo.
Garbarek entre à l'université d'Oslo, où il étudie le polonais, la philosophie et la psychologie. Il désirait également étudier l'arabe et le sanscrit, mais le développement de sa carrière musicale le fait arrêter ses études. À 21 ans, Jan Garbarek se marie avec Vigdis Granberg, et le couple emménage à Oslo. En 1970, ils ont une fille unique, Anja Garbarek, qui devient une chanteuse pop.

## Carrière musicale

### Les débuts
À 14 ans, Jan Garbarek vit un véritable choc musical en écoutant à la radio Countdown, tiré de l'album Giant Steps de John Coltrane. Ce disque de Coltrane le fascine et le décide à apprendre le saxophone en autodidacte et à s'intéresser au jazz, qu'il ne connaissait jusqu'alors absolument pas. En 1963, Jan Garbarek a l'occasion d'assister à un concert du quartet de John Coltrane à Oslo, avec Elvin Jones, Jimmy Garrison et McCoy Tyner. Le concert le déçoit un peu, mais le son de Coltrane l'impressionne.
En 1962, Garbarek participe en quartet au concours amateur norvégien de jazz, et le remporte, ainsi que le premier prix de soliste. Il est ensuite rapidement remarqué par la chanteuse norvégienne Karin Krog, qui l'intègre dans son groupe. Garbarek y rencontre le batteur Jon Christensen, avec qui il s'entend particulièrement bien musicalement et qui devient un partenaire musical régulier. En 1965, au Molde Jazz Festival, Garbarek rencontre le compositeur américain George Russell. Ce dernier invite Garbarek et Christensen à participer à son big band à Stockholm. Cette collaboration dure jusqu'en 1971, et donne lieu à six enregistrements.
En 1968, Garbarek participe au premier disque du guitariste norvégien Terje Rypdal, et forme un quartet avec Rypdal, Arild Andersen, et Jon Christensen pour son premier disque en 1969, Esoteric Circle. Le disque est produit par George Russell sur le label Flying Dutchman.

### Les années 1970

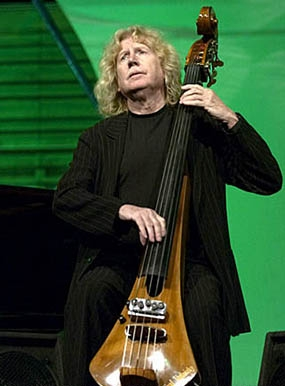
Eberhard Weber, le bassiste du Jan Garbarek Group, en concert à Lucerne

Garbarek fait une rencontre importante en 1969 au festival de Bologne, c'est celle de Manfred Eicher, producteur du label allemand ECM. Impressionné par le son de Garbarek, Eicher lui propose d'enregistrer pour ECM, et le rappelle quelques mois plus tard pour trouver un studio d'enregistrement à Oslo. Les 22 et 23 septembre 1970, Garbarek, Terje Rypdal, Arild Andersen et Jon Christensen enregistrent Afric Pepperbird, le premier album de Garbarek pour ECM.
En marge du festival Jazz Jamboree en Pologne en 1973, Garbarek participe à une jam session particulièrement remarquée avec Bobo Stenson, Jon Christensen et Palle Danielsson. Stenson décide alors de modifier la formation initialement prévue pour l'enregistrement d'un album avec Jon Christensen et Palle Danielsson (chez ECM) et d'y intégrer Garbarek : le trio est devenu un quartet dont le premier opus sera le disque Witchi-Tai-To. Le quartet devient alors très populaire en Norvège, donne des concerts et participe à des festivals, avec énormément de succès. Le groupe est élu meilleur groupe de jazz dans le magazine Jazz Forum. Le quartet commence également un travail avec le poète Jan Erik Vold.
En 1974, la rencontre avec Keith Jarrett constitue un tournant décisif dans la carrière du saxophoniste. Jarrett intègre Garbarek à son quartet dit « européen », au côté du batteur norvégien Jon Christensen et du bassiste suédois Palle Danielsson. Cette expérience lui permettra d'accéder à une notoriété internationale, et de mener une carrière en leader très suivie et appréciée bien au-delà des frontières de la Norvège. Il mène également une activité importante de sideman à l'étranger, en particulier auprès de musiciens américains formant l'avant-garde d'un jazz ouvert à d'autres horizons musicaux (world music par exemple), notamment Ralph Towner, Gary Peacock, Kenny Wheeler, Charlie Haden et le Brésilien Egberto Gismonti.
Parallèlement au quartet de Jarrett et à son activité de sideman, Garbarek continue son travail avec un quartet personnel, basé sur une instrumentation classique : saxophone, piano ou guitare, contrebasse, batterie. Ce quartet est parfois appelé le Jan Garbarek Group à partir de 1978. Si la base du groupe est un quartet, elle évolue parfois vers un trio (Eventyr, 1980), ou un quintet (Photo with..., 1978). Les musiciens de ce groupe changent régulièrement, en particulier la section harmonique qui est tenue successivement par John Taylor (piano et orgue) et Bill Connors (guitare) sur Places (1977) et Photo with... (1978), John Abercrombie (guitare) pour Eventyr (1980), Bill Frisell (guitare) pour Paths, Prints (1981) et Wayfarer (1982).
En 1978, le bassiste allemand Eberhard Weber, qui avait déjà travaillé avec Garbarek sur des albums de Ralph Towner (Solstice 1975, et Sound and Shadows, 1977), intègre le groupe et participe à l'album Photo with.... Weber est un élément de stabilité du Jan Garbarek Group dont il est resté le bassiste jusqu'en 2007.

### Les années 1980
Dans les années 1980, Jan Garbarek continue son travail en quartet et enregistre cinq albums pendant la décennie : Paths, Prints (1981), Wayfarer (1982), It's OK to Listen to the Gray Voice (1985), Legend of the Seven Dreams (1988), et I Took up the Runes (1990). En 1988, le pianiste allemand Rainer Brüninghaus se joint au groupe, duquel il reste à ce jour le pianiste habituel.
Garbarek continue également son travail de sideman, auprès de Gary Peacock, Eberhard Weber, David Darling, Eleni Karaindrou, ou Arve Tellefsen. Parallèlement à ces activités, le saxophoniste s'intéresse de plus en plus à des collaborations avec des musiciens « world ». C'est avec la musique indienne qu'il fait le plus d'expériences. Il rencontre en 1983 le violoniste indien L. Shankar (de Shakti), avec qui il enregistre deux disques : Vision (1983) et Song for Everyone (1984). Il collabore également avec le percussionniste Zakir Hussain (membre de Shakti) et le flûtiste indien Hariprasad Chaurasia pour Making Music (1986), ainsi que le chanteur pakistanais Ustad Fateh Ali Khan et le percussionniste pakistanais Ustad Shaukat Hussain Khan pour Ragas and Sagas (1990).
Il explore également le patrimoine musical norvégien, en s'inspirant de mélodies traditionnelles dans Eventyr (1980), et en collaborant avec des chanteurs traditionnels norvégiens, Agnes Buen Garnås pour Rosensfole (1988), ainsi qu'avec les chanteurs samis de joik, Mari Boine et Ingor Ánte Áilo Gaup pour I Took up the Runes (1990).

### Les années 1990 et 2000
En 1989, Jan Garbarek rencontre le batteur français Manu Katché lors d'un trio avec le violoniste indien L. Shankar au théâtre La Cigale à Paris. Ils collaborent ensuite pour le disque Ragas and Sagas (1990), puis Manu Katché intègre le Jan Garbarek Group, et participe à l'enregistrement de I Took up the Runes (1990). Katché devient alors le batteur régulier du groupe, en alternance/collaboration avec la percussionniste danoise Marilyn Mazur, et le percussionniste indien Trilok Gurtu. Le Jan Garbarek Group se stabilise alors, avec Eberhard Weber à la contrebasse, Rainer Brüninghaus au piano et synthétiseurs, Manu Katché à la batterie et Marilyn Mazur aux percussions.
Il continue par ailleurs son exploration des musiques du monde, avec l'oudiste tunisien Anouar Brahem et Ustad Shaukat Hussain Khan pour Madar (1992), ainsi qu'avec des musiciens suisses sur le disque de Paul Giger Alpstein (1991).
Garbarek expérimente également le mélange de l'improvisation avec la musique classique. Sa collaboration avec le quatuor vocal The Hilliard Ensemble en 1993 pour l'album Officium sur des compositions de musique ancienne est un très grand succès auprès du public. C'est l'une des meilleures ventes du label ECM, avec plus d'un million d'exemplaires. L'expérience est réitérée avec l'album Mnemosyne en 1999, qui élargit le répertoire à des chansons traditionnelles et des compositions contemporaines, en particulier par le compositeur Veljo Tormis.
En 2007, il invite l'altiste classique Kim Kashkashian sur son album In Praise of Dreams. Il collabore également avec des compositeurs contemporains, comme Giya Kancheli, pour Caris Mere (1995), ou Tigran Mansurian, pour Monodia (2002).

### Autres collaborations
Jan Garbarek joue des musiques de scène pour le théâtre dans les années 1970 et 1980. Malgré le fait de devoir jouer la même musique chaque soir, il y trouve de l'intérêt grâce à l'improvisation. Le disque Aftenland est issu de ces improvisations pour le théâtre. Il compose aussi des musiques de films norvégiens et français, ainsi que pour la télévision ou des ballets,. Certaines de ces compositions sont enregistrées sur l'album Visible World. Il compose également la musique du film israélien Kippour qui sort en 2000.

## Éléments musicaux

### Les instruments

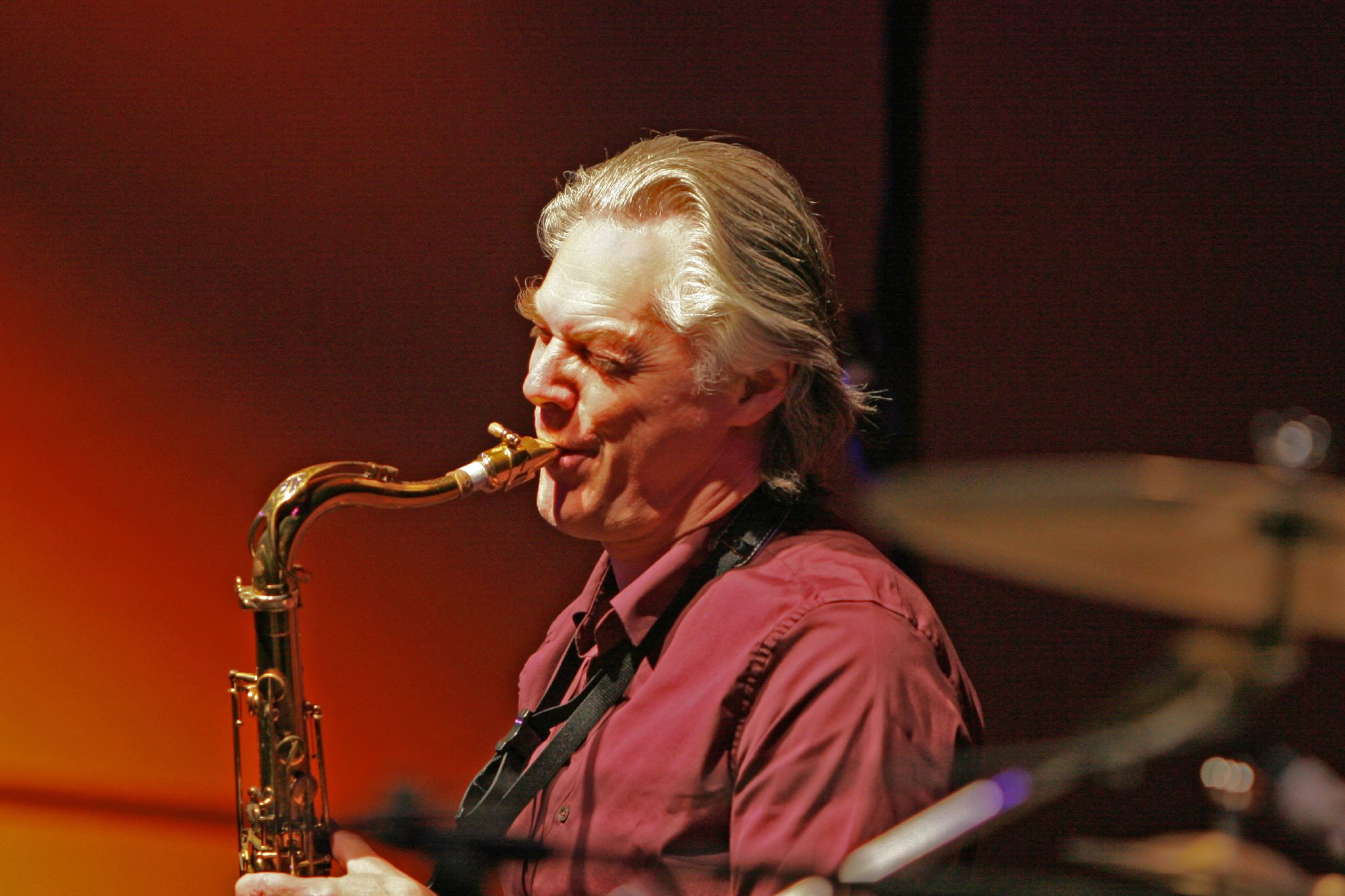
Jan Garbarek live à Athènes (2007)

L'instrument principal de Jan Garbarek est le saxophone ténor. Au milieu des années 1960, il pense également adopter le saxophone soprano, mais n'est pas satisfait du son généralement obtenu avec un soprano droit. Il est en revanche attiré par le son de soprano de Johnny Hodges, qu'il trouve vraiment différent et qu'il imagine provenir d'un soprano courbe. Garbarek attend alors de trouver un modèle de soprano courbe qui lui convienne. Il découvre finalement un modèle italien en 1969 à Stockholm, et commence à l'utiliser régulièrement dans son travail à partir de 1971. À partir de cette période, Garbarek utilise systématiquement le ténor et le soprano dans ses disques et en concert.
De façon plus marginale, Garbarek a également utilisé le saxophone basse, par exemple pour l'album Triptykon, ou le saxophone baryton, pour accompagner sa fille Anja Garbarek sur le disque Briefly Shaking. Outre le saxophone, Garbarek utilise fréquemment des flûtes, par exemple pour Triptykon, Paths, Prints, Legend of the Seven Dreams, ou Dresden. Il utilise en particulier la flûte de saule (no), flûte traditionnelle scandinave. Pour ses albums studio, il est parfois crédité aux percussions et synthétiseurs.

### Formations et instrumentation
Si Garbarek a joué dans de multiples configurations, en solo sur l'album All Those Born with Wings, en big band avec George Russell, avec orchestre symphonique (Luminessence, Arbour Zena), il privilégie nettement les petites formations : duo, trio, quartet et parfois quintet.
Garbarek a enregistré plusieurs albums en trio saxophone/basse/batterie, (Triptykon, Star), ainsi qu'en duo (avec Jon Christensen, Aftenland, Dis, Elixir...), mais le quartet est la formule qui lui convient le mieux d'après lui. Il joue plusieurs années en quartet saxophone/piano/contrebasse/batterie, avec Bobo Stenson, puis Keith Jarrett et John Taylor, avant de trouver que le piano, et la manière de jouer des pianistes, restreint sa capacité à s'exprimer. Il choisit alors la guitare, qui lui offre plus de liberté. Bill Connors, David Torn et surtout Bill Frisell sont capables de lui fournir cet espace et d'inventer de « véritables paysages électriques ».
Garbarek revient ensuite à une instrumentation avec piano ou synthétiseurs, notamment à cause de l'évolution dans sa manière de composer. Composant désormais avec un synthétiseur, il s'intéresse davantage à l'aspect harmonique, et considère que l'utilisation d'un piano permet de mieux retranscrire ses idées.

### Le son
Le modèle de Jan Garbarek est John Coltrane, dont le son le fascine, et qu'il décrit comme pur, transparent, pénétrant, léger. Il cherche alors à s'en rapprocher. Une autre influence est celle du son de saxophone de Dexter Gordon, que Garbarek estime être l'une des sources du son de Coltrane, et qu'il qualifie de direct et transparent. Garbarek estime que ce sont les principales influences à l'origine de son propre son. Il cite également Johnny Hodges, qu'il admire et qu'il a attentivement écouté, ainsi que des saxophonistes swing, des années 1930 à 1950 : Gene Ammons, Lester Young, Ben Webster.
Au début de sa carrière, la sonorité de Garbarek est encore relativement agressive, marquée par le free jazz, et ses meneurs tels que John Coltrane, Albert Ayler, Ornette Coleman, Pharoah Sanders ou le "passeur" Eric Dolphy. Toutefois, il développe rapidement une sonorité beaucoup plus tendre, parfois qualifiée de féminine, en particulier à partir de 1971 et de l'album Sart. Le son de Garbarek est immédiatement reconnaissable, généralement décrit comme étant clair, frais, tout en étant ample et totalement maîtrisé. Il utilise un léger vibrato, ainsi qu'un fort effet de réverbération. Ses attaques sont parfois amenées avec un léger glissando, ce qui peut donner une sonorité plaintive à ses mélodies. C'est la qualité de projection du son chez Garbarek qui frappe les auditeurs, ainsi que la capacité de faire sonner le saxophone comme une véritable voix, à la fois transparente et chaleureuse,. Garbarek a déclaré que l'un de ses buts était d'obtenir un son immédiatement reconnaissable, en citant comme modèle Johnny Hodges.
Ce son est le reflet de la personnalité du saxophoniste, de sa morphologie et de son contrôle du souffle, mais aussi d'un long travail. Garbarek a passé de longs mois, de six à sept heures par jour, à s'entraîner uniquement à tenir des sons, et à en maîtriser la dynamique. Pour Eberhard Weber, cette maîtrise de la dynamique est une caractéristique essentielle de Garbarek.
De nombreux musiciens ont été impressionnés par le son de Garbarek. Nils Petter Molvaer décrit la façon dont le saxophone de Garbarek chante, plutôt que joue des phrases stéréotypées. Pour le batteur écossais Ken Hyder, le son de Garbarek est la première chose que l'on remarque chez lui, un son qui est à la fois attirant et très personnel. Lors d'une tournée avec Garbarek, le pianiste John Taylor est impressionné par l'attention que le saxophoniste apporte à la projection du son. Il utilise son propre matériel (micro, réverbération), et teste systématiquement l'acoustique des salles, ainsi que de nombreuses anches, afin de sélectionner la plus adaptée.

### Le style

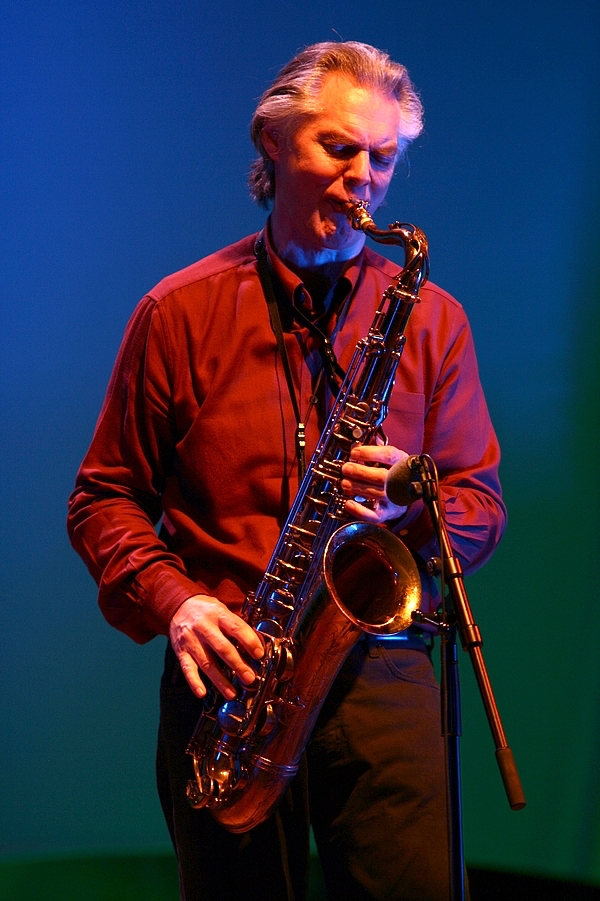
Jan Garbarek en concert en Belgique, 2007

Jan Garbarek est fortement influencé lors de sa formation musicale par John Coltrane (lui-même influencé par la musique indienne) et l'improvisation modale. Son style est au départ très marqué par le free jazz, et l'influence de Coltrane, Albert Ayler, ou Pharaoh Sanders est perceptible.
Toutefois, dès ses premiers albums, en particulier Afric Pepperbird et Sart, Garbarek développe une approche nouvelle, qui n'est ni l'héritage du free jazz historique, ni le radicalisme européen développé par les musiciens allemands et hollandais à la même époque. Là où un Peter Brötzmann a tendance à remplir l'espace, Garbarek laisse au contraire de la place au silence et remet au centre la mélodie. L'influence de Don Cherry et surtout George Russell, avec qui Garbarek a collaboré, et qui cherchaient de nouvelles voies au free jazz, a aidé Garbarek dans sa remise en cause. À la fin des années 1960, il se rend compte du poids de la tradition du jazz, et du risque d'atrophie et de standardisation sur son jeu. Il décide alors de se donner plus d'espace, suivant en cela la même voie que Miles Davis.
Les formations de Garbarek produisent une sonorité légère et aérée, très axée sur la mélodie, le silence et la respiration. Ce côté aérien est renforcé par un son de saxophone caractéristique, notamment obtenu par un fort effet de réverbération, au saxophone ténor comme au soprano. Le lyrisme, voire le romantisme de Garbarek est mis en avant, et est salué par les critiques sur ses disques des années 1970. Garbarek ne joue jamais de standard du jazz, et dira même que « les standards du jazz ne sont pas [s]es standards ». Il préfère des compositions personnelles ou des chansons traditionnelles. Le style obtenu s'éloigne du jazz américain, n'est plus autant marqué par le rythme, le swing et le blues, mais se rapproche d'une sensibilité plus européenne, telle qu'elle est perçue par Manfred Eicher.
C'est aussi un pionnier de l'ambient, notamment avec l'album Dis, en collaboration avec Ralph Towner, album méditatif qui connaît un très grand succès commercial. L'album sera abondamment réutilisé comme musique d'illustration par la télévision, le cinéma et les documentaires télévisés. Dis est également critiqué comme n'étant que de la musique d'ambience. Plus généralement, il est difficile de catégoriser le travail de Garbarek, en particulier ses collaborations avec des musiciens classiques, comme Officium ou In Praise of Dreams, qui ne sont vus ni comme du classique, ni comme du jazz, ni même du cross-over. Garbarek estime que ces questions de genres ne sont pas de son ressort, même si la visibilité de son travail peut pâtir du fait qu'il ne tombe dans aucune catégorie. Il cite l'exemple d'Aftenland, duo d'improvisations orgue-saxophone, jamais critiqué par les journaux et magazines norvégiens car inclassable. Garbarek se considère toutefois extrêmement chanceux d'être publié par ECM, car la maison de disques donne justement une visibilité à ce genre de musique inclassable.

### Les musiques du monde

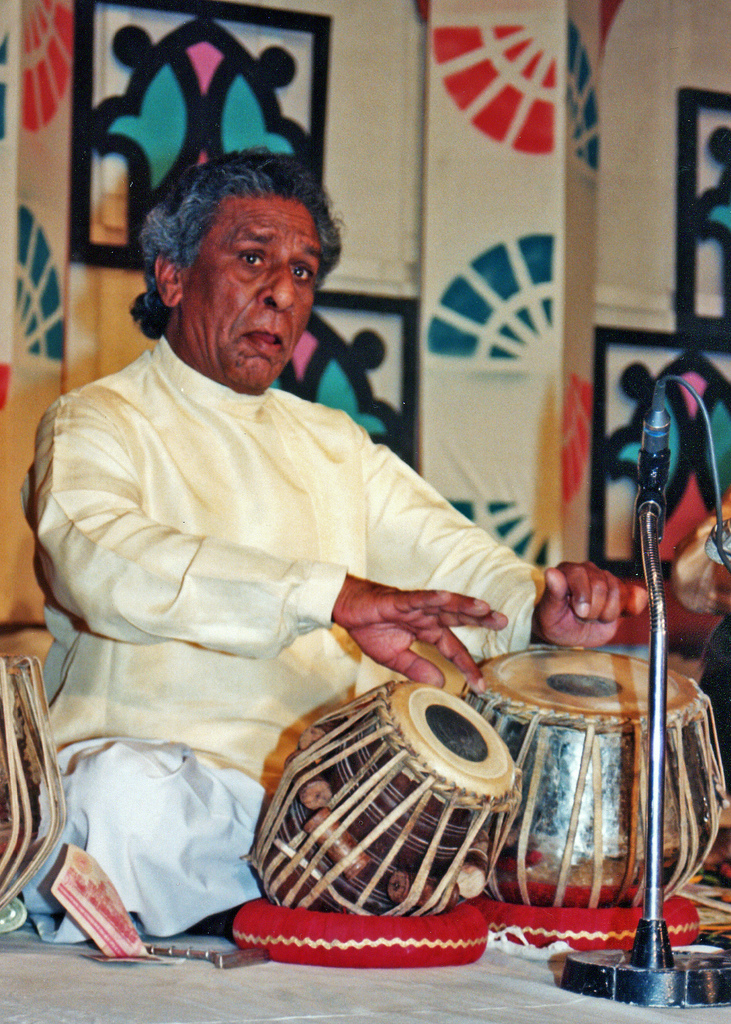
Le percussionniste pakistanais Ustad Shaukat Hussain Khan, 2008.

Jan Garbarek est l'un des pionniers dans le croisement du jazz avec la musique traditionnelle. Sa première rencontre avec un musicien traditionnel indien, en 1965, n'est cependant pas une réussite, puisque les deux musiciens n'arrivent pas à se comprendre. C'est Don Cherry, alors exilé en Suède, qui est à l'origine de cet intérêt pour des collaborations avec des musiciens folkloriques. C'est lui qui suggère et organise, vers 1967, une session où Garbarek, Arild Andersen, Terje Rypdal et Jon Christensen improvisent avec une chanteuse folklorique norvégienne. Garbarek trouve l'expérience très positive, et considère sérieusement cette idée de collaboration avec des musiciens folks.
Le saxophoniste ressent à la fin des années 1970 le besoin de s'éloigner du jazz, qu'il trouve trop bavard, et trop éloigné de son origine traditionnelle (le blues). Il se tourne alors vers sa propre tradition, en intégrant quelques éléments de musique folklorique norvégienne, à travers des instruments (flûte traditionnelle en bois), ou des compositions. Il espère ainsi retrouver un rapport à la mélodie plus classique, avec une distinction plus claire entre accompagnement et mélodie.
Pour l'album Eventyr, il s'inspire de mélodies traditionnelles norvégiennes, en allant visiter les collections musicales de Chateau Neuf à Oslo.
L'implication devient plus forte à partir des années 1990, où Garbarek se met à dialoguer avec des instrumentistes traditionnels. Il collabore avec des chanteurs norvégiens (Agnes Buen Garnås, Mari Boine, Ingor Ánte Áilo Gaup), puis avec des musiciens de cultures différentes (le Tunisien Anouar Brahem, les Indiens Zakir Hussain, L. Shankar ou le Pakistanais Ustad Fateh Ali Khan). Ces rencontres sont vues par Garbarek comme un véritable dialogue avec un autre musicien, une rencontre de personnalités plus qu'une rencontre entre musiques,.
Garbarek est particulièrement intéressé par la ressemblance entre sa propre musique folklorique et des musiques a priori éloignées, comme la musique des Balkans, la musique indienne ou la musique arabe. Des points de rencontre existent, notamment en matière de gammes ou de modes, ce qui permet aux musiciens de dialoguer facilement. Ces relations ont également été notées par d'autres musiciens, comme la compositrice grecque Eleni Karaindrou, qui ressent une composante balkanique dans la musique de Garbarek, ou le flûtiste bulgare Theodosii Spassov, qui pointe les similitudes avec la musique des Balkans, et jusqu'à la musique indienne. Anouar Brahem a été également impressionné par l'aisance avec laquelle Garbarek s'est approprié les modes utilisés en musique arabe. Le percussionniste indien Trilok Gurtu, avec qui Garbarek a joué à des multiples reprises, a lui aussi remarqué la parfaite compréhension de Garbarek des complexités rythmiques de la musique indienne.

## Critiques
Les avis des critiques et des amateurs sur Jan Garbarek sont très partagés. Il est décrit comme fascinant pour les uns, horripilant pour les autres,.
Son travail des années 1970 est généralement très bien perçu, notamment parce qu'il apporte une véritable nouvelle direction au jazz de l'époque. Afric Pepperbird (1970), Sart (1971) sont particulièrement appréciés, autant par les critiques européens qu'américains (Jazz Magazine, Down Beat, Melody Maker, Jazznytt, etc.) Le jeu de Garbarek lui-même est trouvé très convaincant, et il se voit même qualifié de musicien le plus intéressant et original venant d'Europe par le magazine américain Down Beat.
Toutefois, dès l'album Dis (1976), certains critiques expriment leur incompréhension, voir leur agacement face aux climats développés par Garbarek, et ce qui peut être perçu comme une « musique d'atmosphère ». Les critiques portent essentiellement sur le fait de chercher à créer des climats exotiques, des ambiances, et accusent Garbarek de « favoriser la manière sur la matière ». Ces critiques sont en général aussi reliées à l'esthétique de la maison de disques ECM, qui produit Garbarek, accusée de favoriser des climats lénifiants, sans prise de risque, et produire de ce fait des disques aseptisés et monotones,,. Ces critiques sont récurrentes sur les albums de Garbarek, et s'exprimeront également pour Aftenland (1979), Paths, Prints (1982), Wayfarer (1983), ou It's OK to Listen to the Gray Voice (1985),. Ces opinions ne sont pas partagées par de nombreux critiques, qui voient au contraire beaucoup de sensibilité, de sensualité dans l'approche de Garbarek, dont le son exerce une certaine fascination,,. Le sens de la respiration et de la mélodie est également apprécié.
De fortes critiques s'expriment aussi envers le Jan Garbarek Group des années 1990, où Garbarek est accusé de s'y caricaturer lui-même.
Un album particulièrement critiqué est Officium, réalisé en collaboration avec le Hilliard Ensemble, ainsi que sa suite Mnemosyne. Les critiques viennent autant du milieu de la musique classique que du jazz, et accusent le disque de flirter avec la new age ou le kitsch. Paradoxalement ou non, cet album est la meilleure vente de Garbarek, et l'une des meilleures ventes du label ECM.
Certains albums de Garbarek remportent cependant une adhésion très large. C'est le cas de ses coopérations avec des musiciens world, par exemple avec Anouar Brahem sur Madar, et Zakir Hussain sur Making Music. Son seul album enregistré en live en tant que leader, Dresden, beaucoup plus proche du jazz, a également rencontré un écho très positif chez une grande majorité de critiques,.

## Influence et notoriété
L'influence de Garbarek dans le jazz est très importante, à la fois par sa participation à la création de l'esthétique ECM, le développement du jazz européen, ainsi que par ses expériences avec les musiques du monde.
Son influence est particulièrement importante en Norvège, et plus généralement en Scandinavie, à la fois sur le public comme sur les musiciens, et ceci dès ses premiers pas avec Karin Krog. Le quartet avec Bobo Stenson dans les années 1970 a également été extrêmement populaire, avec une très forte adhésion du public norvégien. Certains musiciens déclarent même lui devoir leur vocation, comme le saxophoniste norvégien Trygve Seim, qui doit son apprentissage du saxophone à l'écoute d'Eventyr. Son univers musical est également fortement imprégné de celui de Garbarek. Des musiciens provenant d'autres horizons musicaux ont aussi été influencés par Garbarek, comme le trompettiste Nils Petter Molvaer, proche de la musique électronique, qui rapporte le rôle joué par les disques de Garbarek et en particulier de Solstice, avec Ralph Towner.
La notoriété de Garbarek est véritablement devenue importante grâce à ses collaborations avec le pianiste américain Keith Jarrett à partir de 1974. Celui-ci jouit d'une reconnaissance internationale très importante, qui permet à Garbarek de s'exprimer auprès d'un public plus large. Pour l'ingénieur du son Jan Erik Kongshaug, qui a enregistré pour ECM plusieurs albums du quartet formé par Jarrett, Garbarek, Palle Danielsson et Jon Christensen, cette collaboration était véritablement impressionnante, et ces disques restent parmi ses favoris.
Le Jan Garbarek Group des années 1980 et 1990 est également très populaire, et enchaîne des tournées très fournies à travers l'Europe, donnant jusqu'à plus de cinquante concerts en deux mois. Toutefois, l'expérience qui a permis à Garbarek d'obtenir une visibilité importante en dehors du milieu du jazz et jusque dans le grand public est la collaboration avec The Hilliard Ensemble pour l'album Officium. Celui-ci connaît un succès considérable, avec plus d'un million d'exemplaires vendus, et est l'une des meilleures ventes du catalogue ECM.

## Discographie

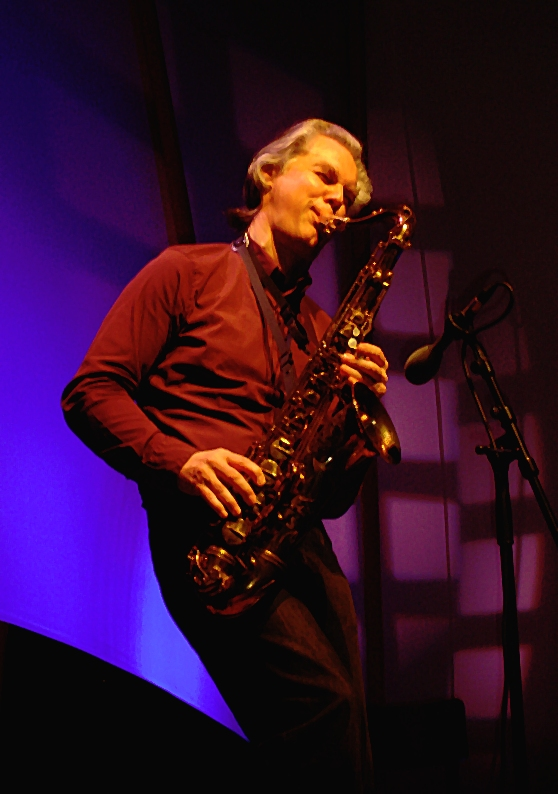
Jan Garbarek live, 2007

Jan Garbarek a enregistré une trentaine d'albums sous son nom, la majorité pour la maison de disques allemande ECM, ainsi qu'une cinquantaine en tant que sideman.
Liste des albums de Jan Garbarek sortis sous son nom :
- 1969 : Esoteric Circle
- 1970 : Afric Pepperbird
- 1971 : Sart
- 1972 : Triptykon
- 1973 : Witchi-Tai-To
- 1975 : Dansere
- 1976 : Dis
- 1977 : Places
- 1978 : Photo with Blue Sky, White Cloud, Wires, Windows and a Red Roof
- 1979 : Aftenland
- 1979 : Magico
- 1979 : Folk Songs
- 1980 : Eventyr
- 1982 : Paths, Prints
- 1983 : Wayfarer
- 1985 : It's OK to Listen to the Gray Voice[60]
- 1986 : All Those Born with Wings
- 1988 : Legend of the Seven Dreams
- 1990 : I Took up the Runes
- 1992 : Ragas and Sagas
- 1992 : Twelve Moons
- 1992 : Madar
- 1993 : Officium
- 1996 : Visible World
- 1998 : Rites
- 1999 : Mnemosyne
- 2003 : In Praise of Dreams
- 2009 : Dresden
- 2010 : Officium Novum

Les enregistrements sont effectués en studio, en général dans les conditions du live, en peu de temps - les sessions d'enregistrements ne durant que d'un à deux jours. Les derniers albums sont toutefois des cas particuliers, Dresden est un album live, le seul de sa discographie en leader. In Praise of Dreams a été enregistré séparément par les trois musiciens, Jan Garbarek dans son studio personnel, Kim Kashkashian près de Boston et Manu Katché à Paris.
Les titres des albums et des morceaux sont choisis par Jan Garbarek. Ils sont en général très imaginatifs, et sont importants pour le saxophoniste, qui les trouve à partir « de connexions, d'ambiguïtés ou de contrepoints ». En dernier ressort, il utilise parfois un livre de poésie comme inspiration. Le choix des titres des morceaux est effectué à la dernière minute, juste avant l'impression de l'album par la maison de production. L'ordre des morceaux est par contre choisi par le producteur, Manfred Eicher, qui a généralement de l'intuition pour cela.

## Prix et distinctions
- 1978 : Spellemannprisen
- 1982 : Gammleng-prisen (no)
- 1991 : Lindemanprisen (no)
- 1992 : Paul Robeson Prize[63]
- 1998 :  Chevalier de 1re classe de l'ordre de Saint-Olaf[64]
- 2004 : Norsk kulturråds ærespris